# Nationalmuseum Neu-Delhi

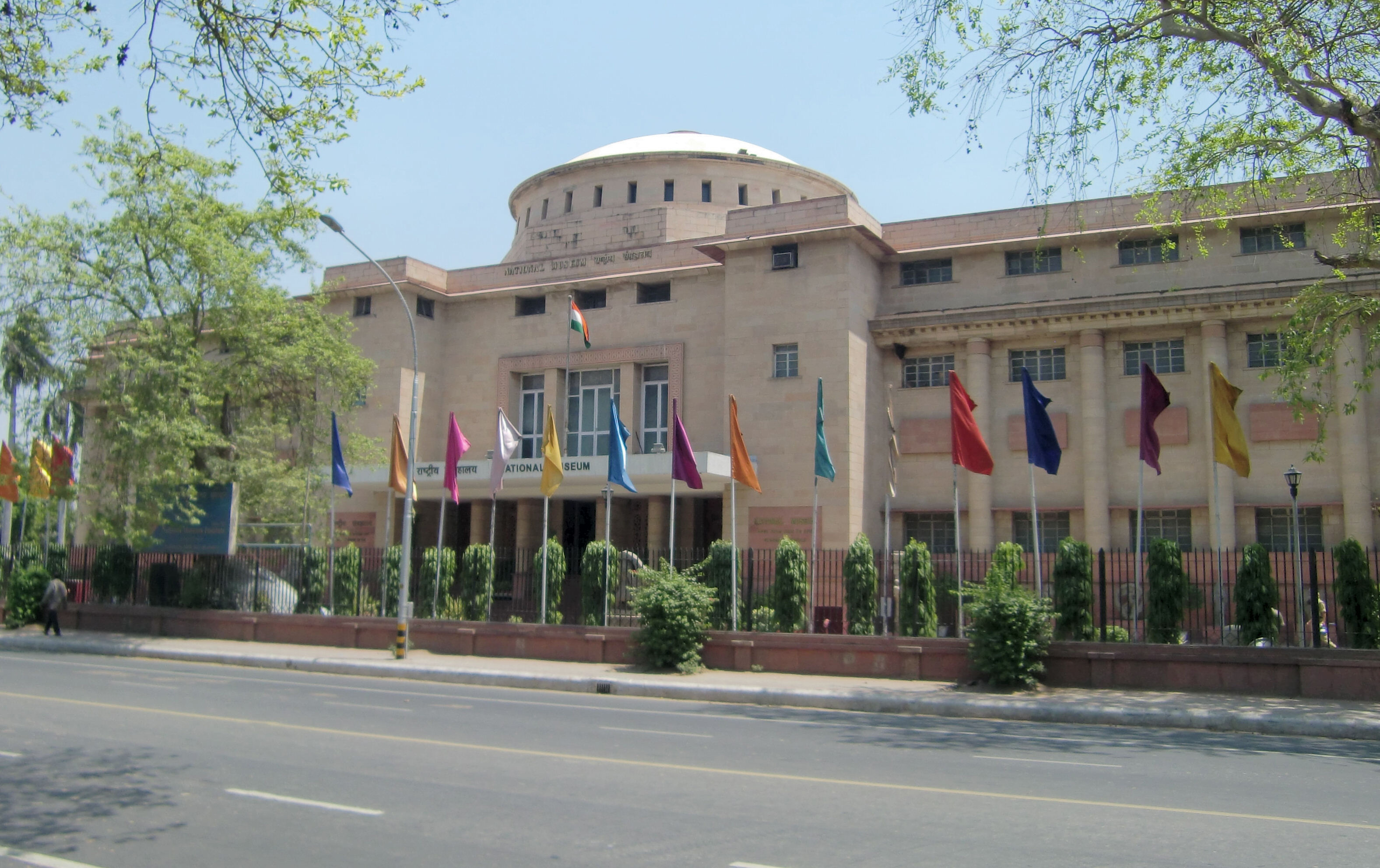
Nationalmuseum Neu-Delhi

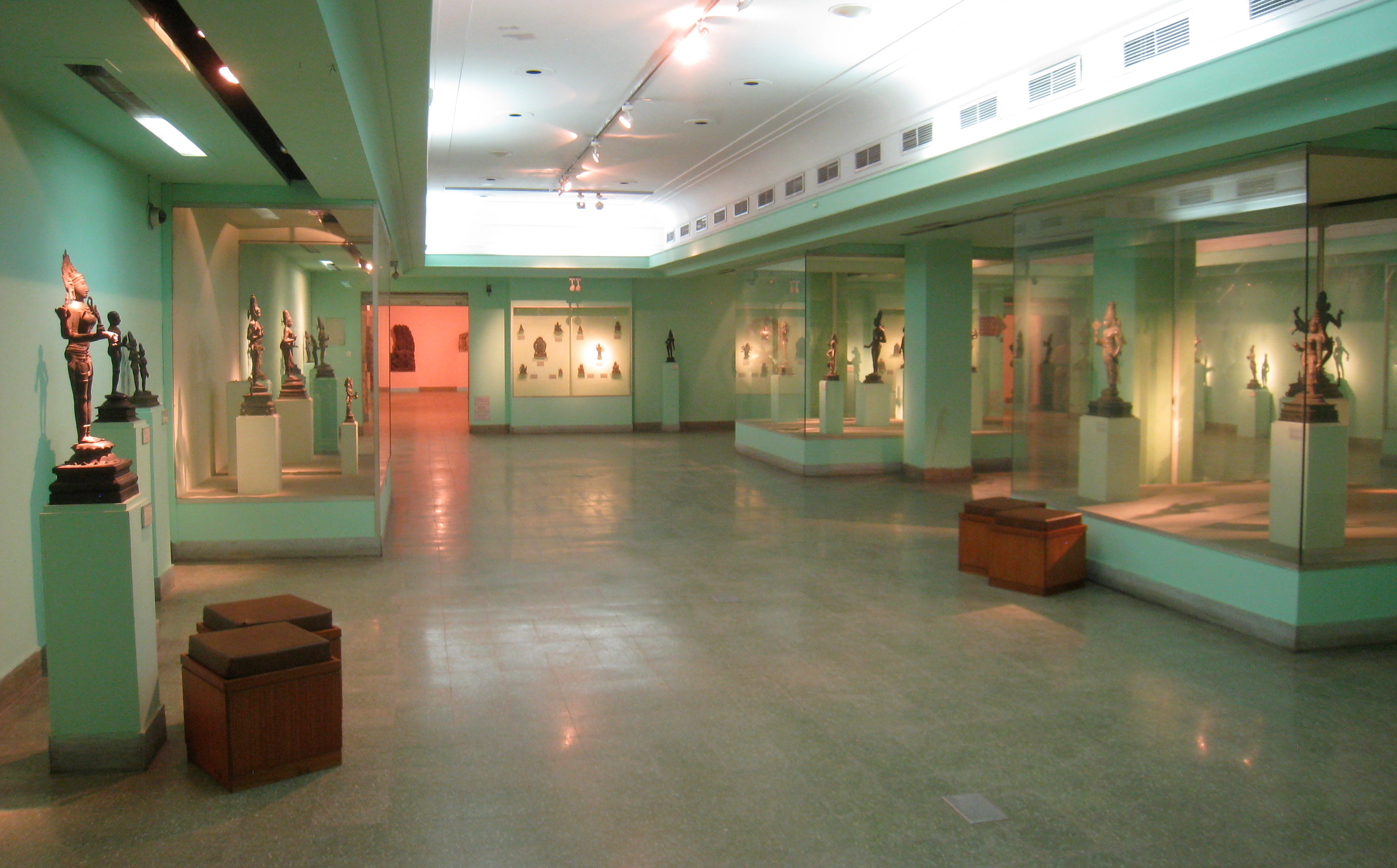
Innenansicht mit einer Sammlung hinduistischer Statuen

Das Nationalmuseum Neu-Delhi (englisch National Museum, New Delhi) ist ein indisches Museum in Delhi, das an der Kreuzung Janpath/Maulana Azad Road in Neu-Delhi angesiedelt ist. Noch vor den Museen in Kolkata und Chennai ist es das größte und bedeutendste des ganzen Landes.

## Geschichte
Die Anfänge des Nationalmuseums gehen auf eine Londoner Ausstellung der britischen Royal Academy of Arts aus dem Winter 1947/1948 über indische Kunst zurück. Nach der Ausstellung beschlossen die Kuratoren, die gleiche Ausstellung vollständig in Indien zu zeigen. Diese erfolgte 1949 im Rashtrapati Bhavan und sollte danach aufgrund ihres Erfolges als Dauerausstellung fortgeführt werden. Das Nationalmuseum Neu-Delhi wurde am 15. August 1949 in Anwesenheit von C. Rajagopalachari ausgerufen. Ein Eckstein des Museumsneubaus wurde vom ersten indischen Ministerpräsidenten Jawaharlal Nehru am 12. Mai 1955 gesetzt. Am 18. Dezember 1960 wurde das Museum eröffnet. Es wird vom indischen Kulturministerium verwaltet. Im Museum ist seit 1983 das National Museum Institute of History of Arts, Conservation and Museology angesiedelt, das seit 1989 den Status Deemed University und damit Zugang zu staatlichen Fördergeldern hat.

## Sammlungen
Das Museum beherbergt eine große Anzahl von Exponaten der prähistorischen Zeit, über die Indus-Kultur, die Gandhara-Kunst, die Gupta-Zeit und das indische Mittelalter bis zu modernen Werken des 21. Jahrhunderts. Die meisten Ausstellungsstücke gehören zur hinduistischen, buddhistischen und jainistischen Kunst. Aber auch künstlerische Hinterlassenschaften aus den Stammesregionen Indiens und der islamischen Zeit werden gezeigt. Über 200.000 Einzelstücke sowohl indischer als auch internationaler Herkunft werden im Museum gelagert oder gezeigt.

## Galerie

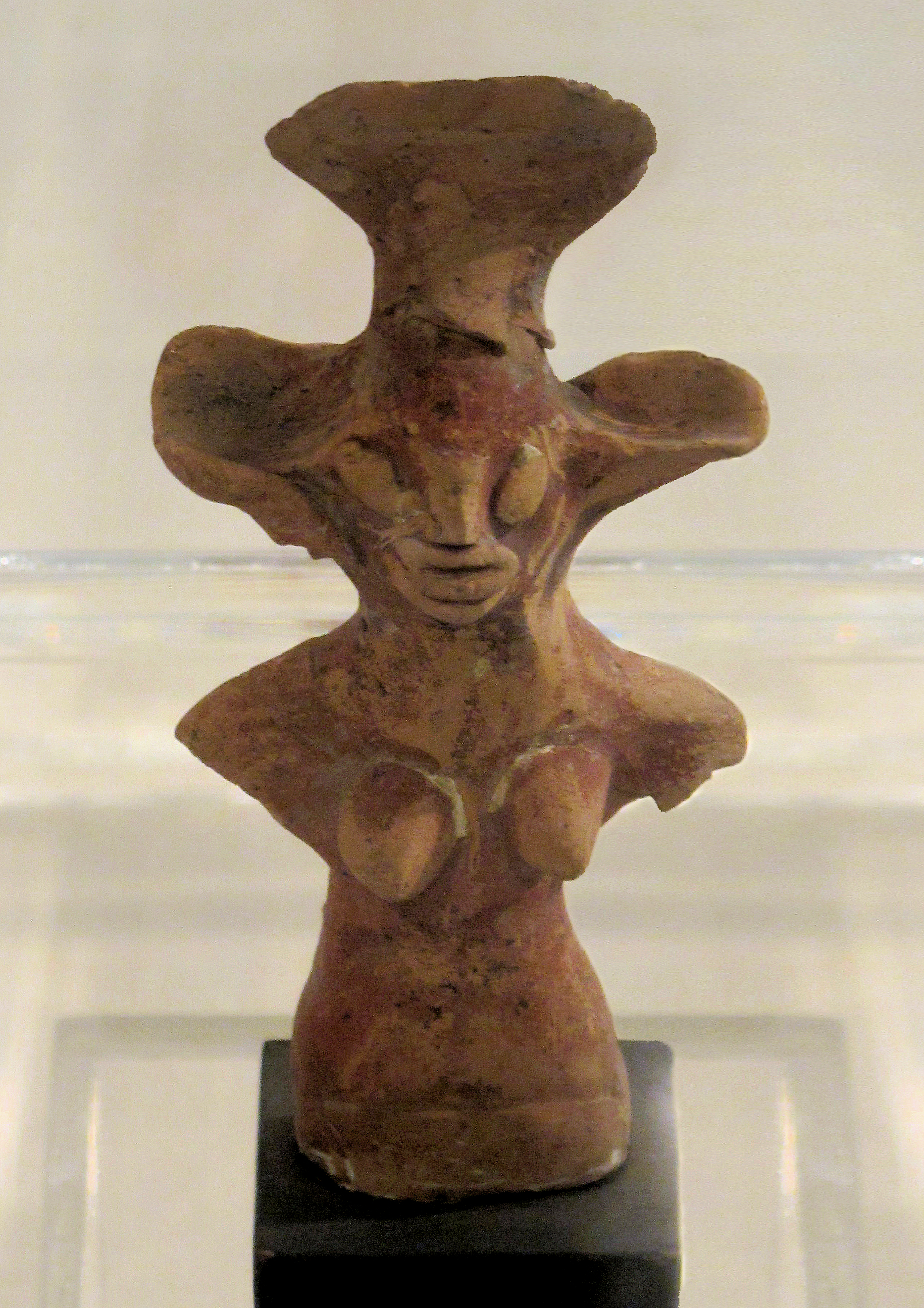
Dholavira, weibliches Figürchen
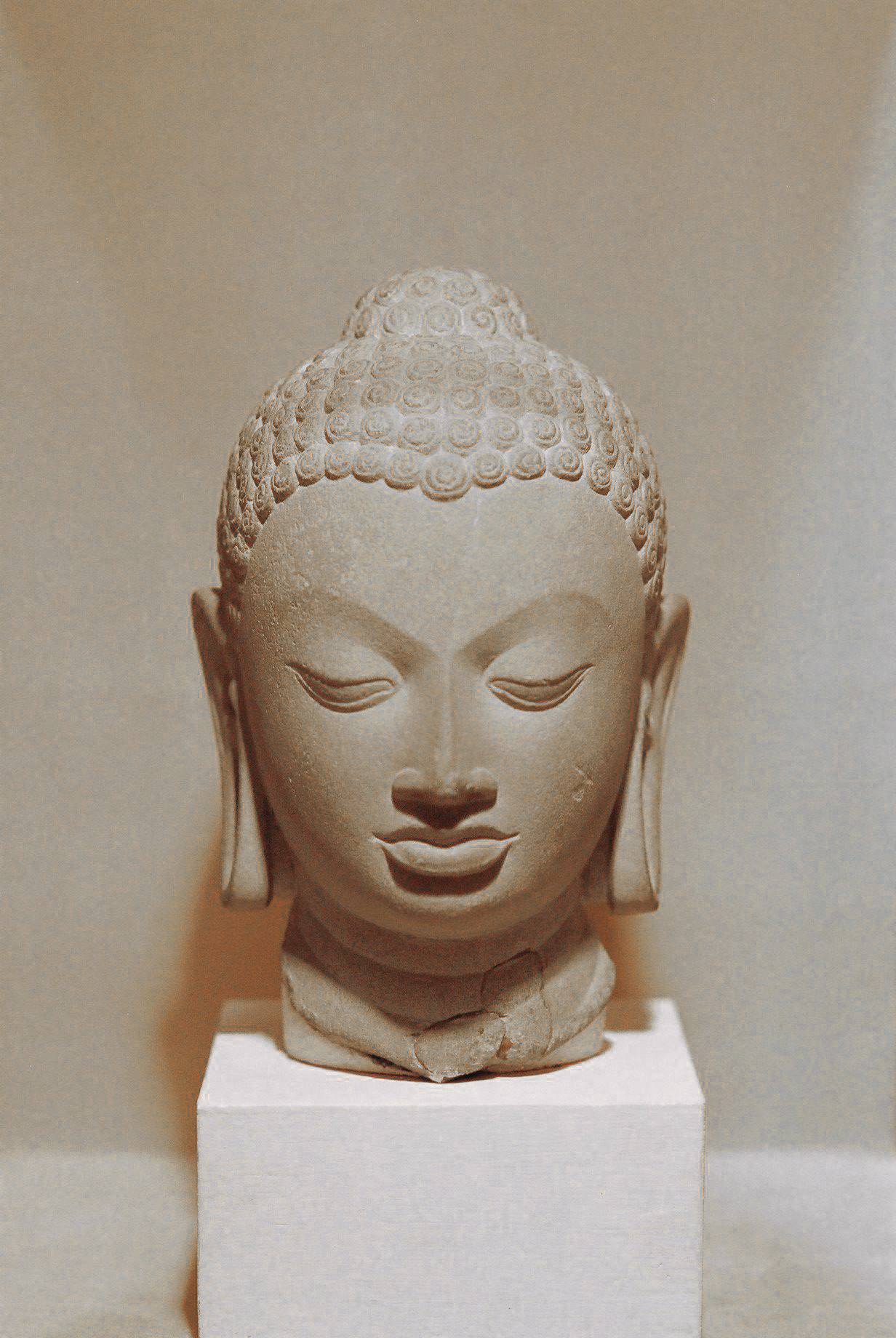
Kopf einer Buddha-Statue im Nationalmuseum Neu-Delhi
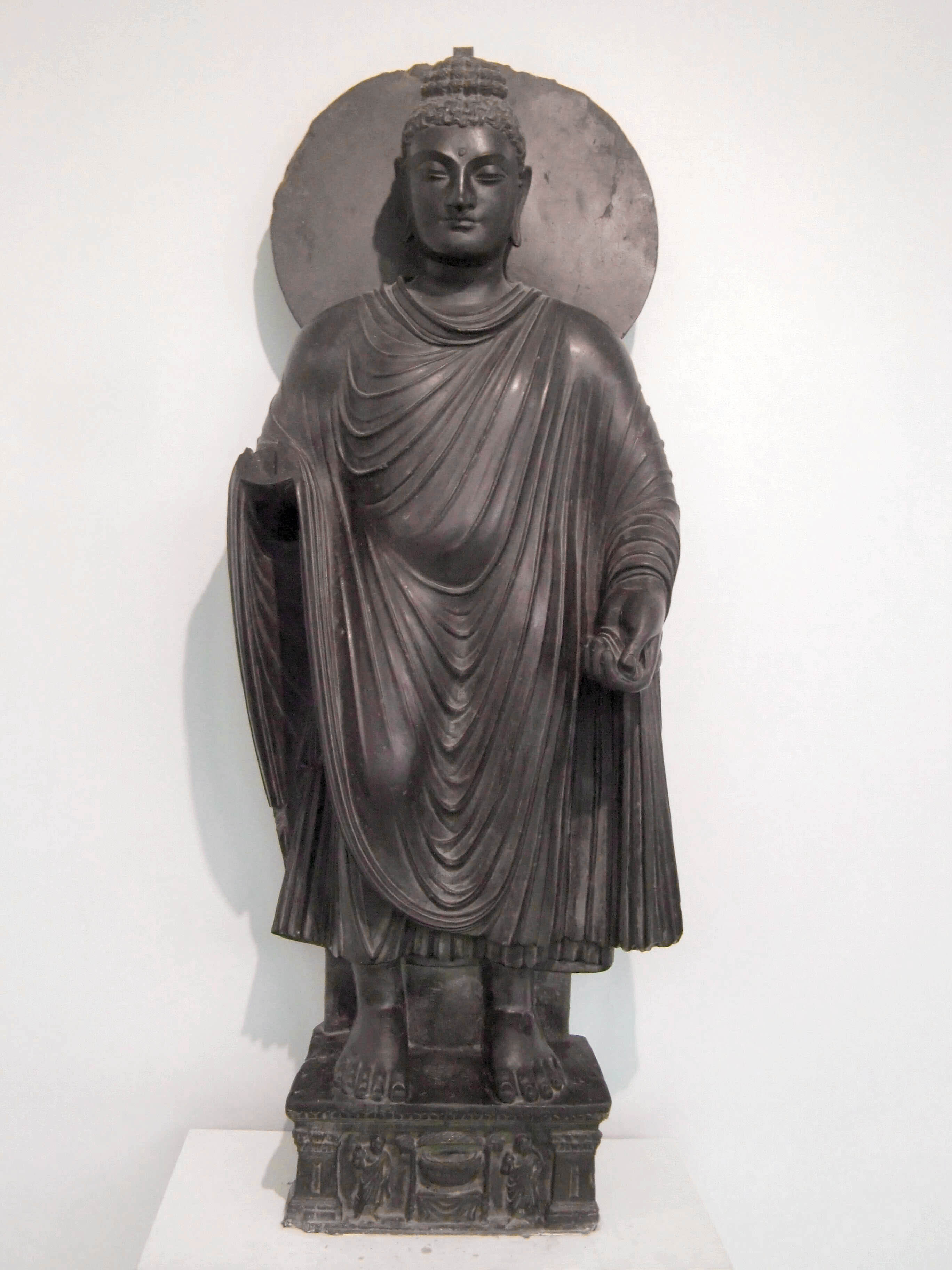
Buddha in der Kunstart Gandharas
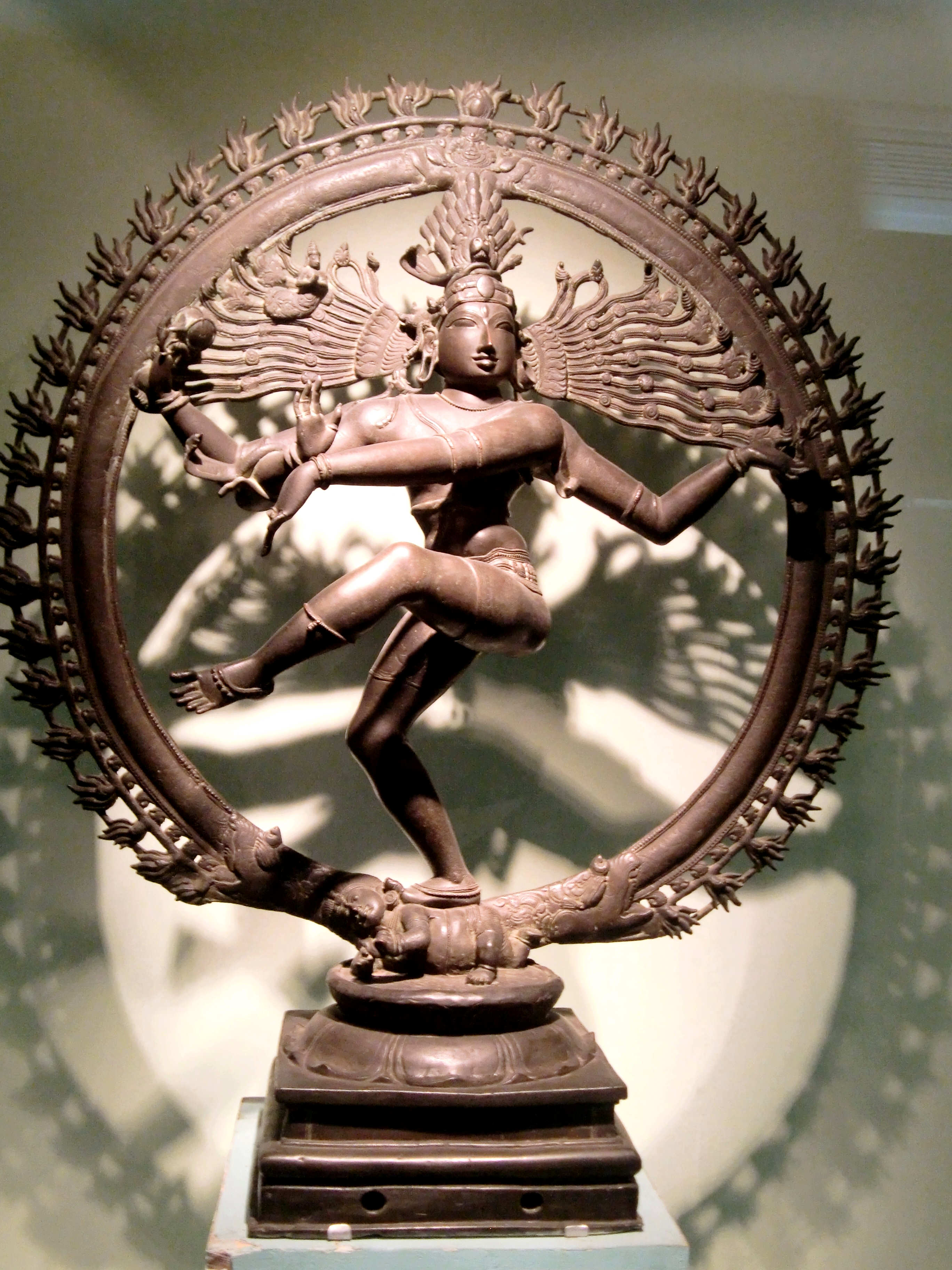
Shiva tanzend (Nataraja), Chola, 12. Jh., Bronze
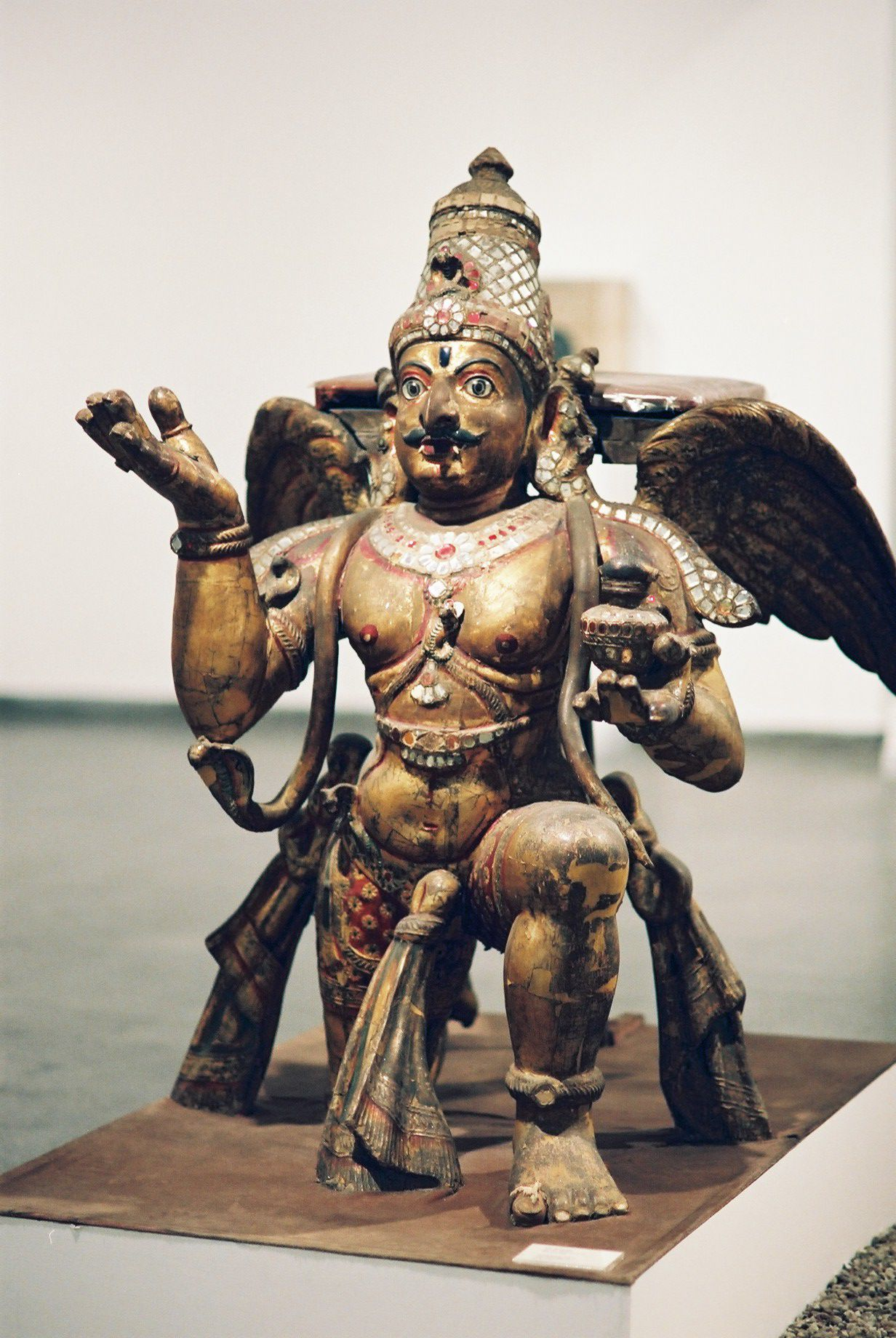
Hölzerne Garuda-Statue
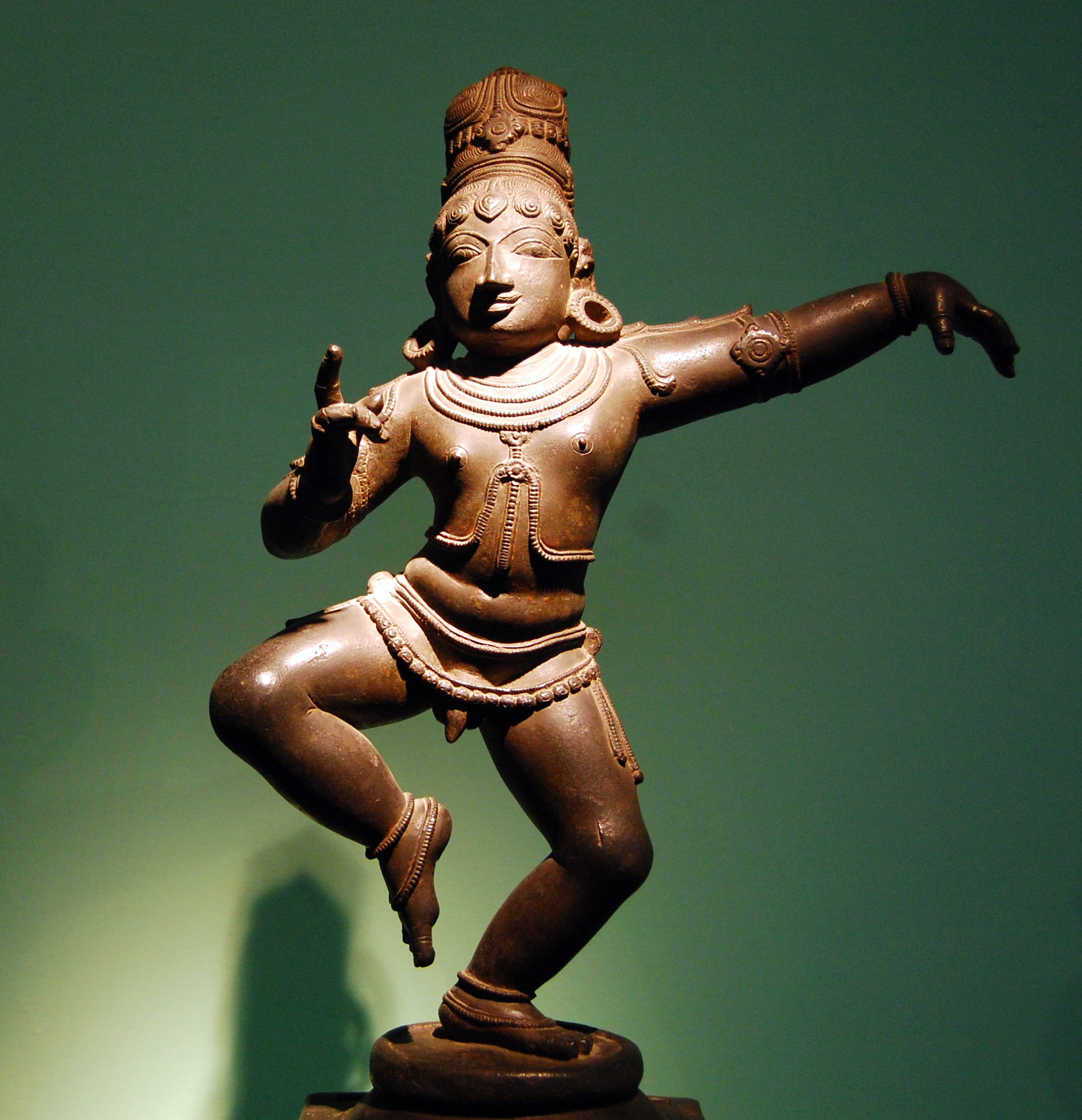
Tanzender Balakrishna
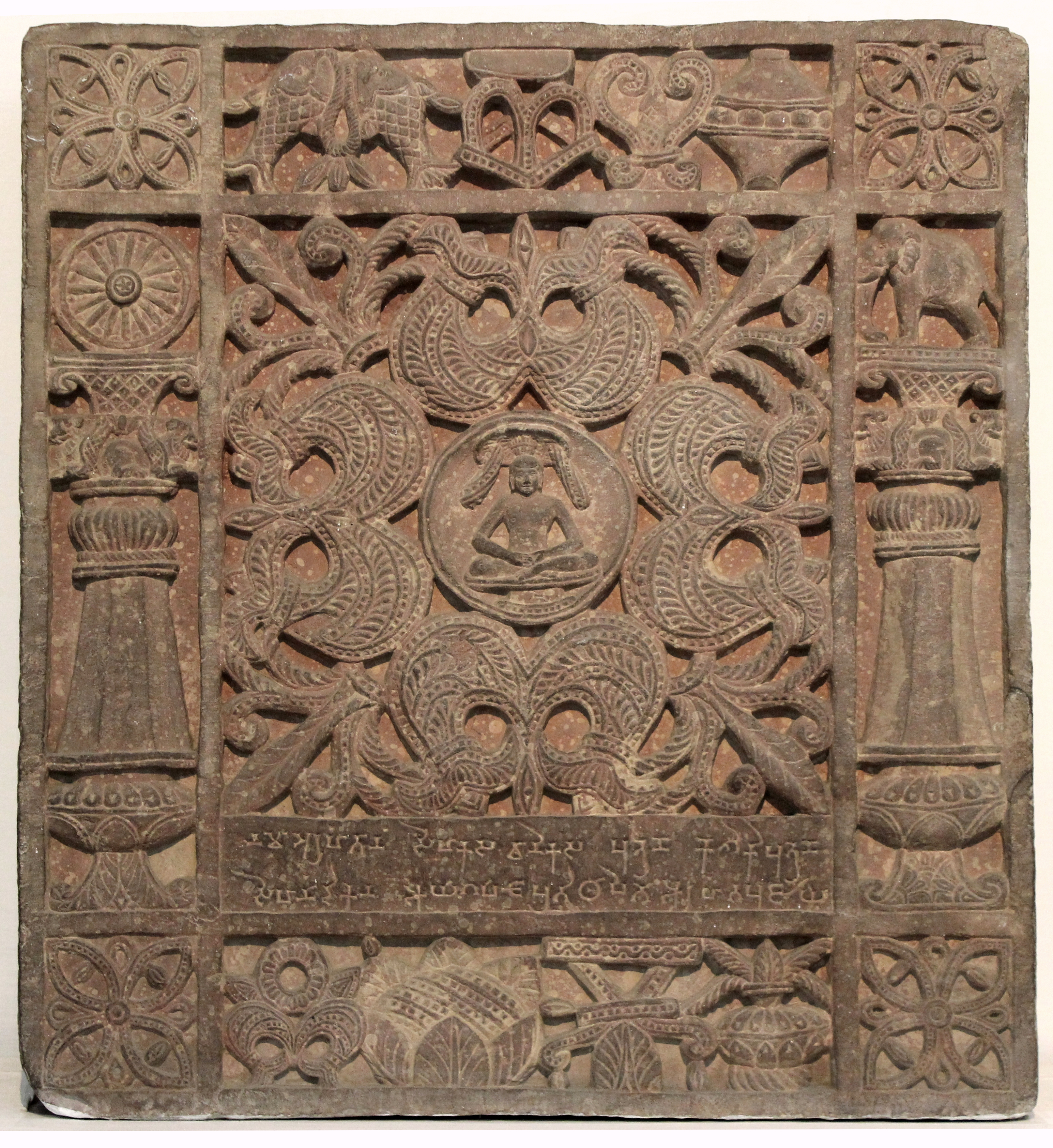
Sihanamdika Ayagapata